# Le più belle canzoni di Gipo Farassino
Le più belle canzoni di Gipo Farassino è una compilation del cantante italiano omonimo, pubblicata il 1 aprile 2008.

## Tracce
1. Sangon Blues - 3:39
2. Porta Pila - 3:48
3. Remo la barca - 3:09
4. Non puoi capire - 3:56
5. Côr nen va pian - 2:13
6. Matilde Pellissero - 3:20
7. Serenata a Margherita - 2:21
8. Avere un amico - 3:01
9. La mia città - 4:05
10. Il bar del mio rione - 3:10
11. Ballata per un eroe - 3:55
12. Due soldi di coraggio - 3:32
13. 'L tolè 'd Civass - 3:28
14. Non devi piangere Maria - 3:35